# 淹城遗址
淹城遗址位于江苏省常州市武进区湖塘镇淹城行政村。

## 历史
建于春秋晚期，是中国目前同时期古城遗址中保存最为完整的一座。从里向外，它由子城、子城河、内城、内城河、外城、外城河三城三河相套组成。1988年被列为第三批全国重点文物保护单位。外有游乐设施。
2017年，淹城遗址景区被评为国家5A级旅游景区。

## 图集

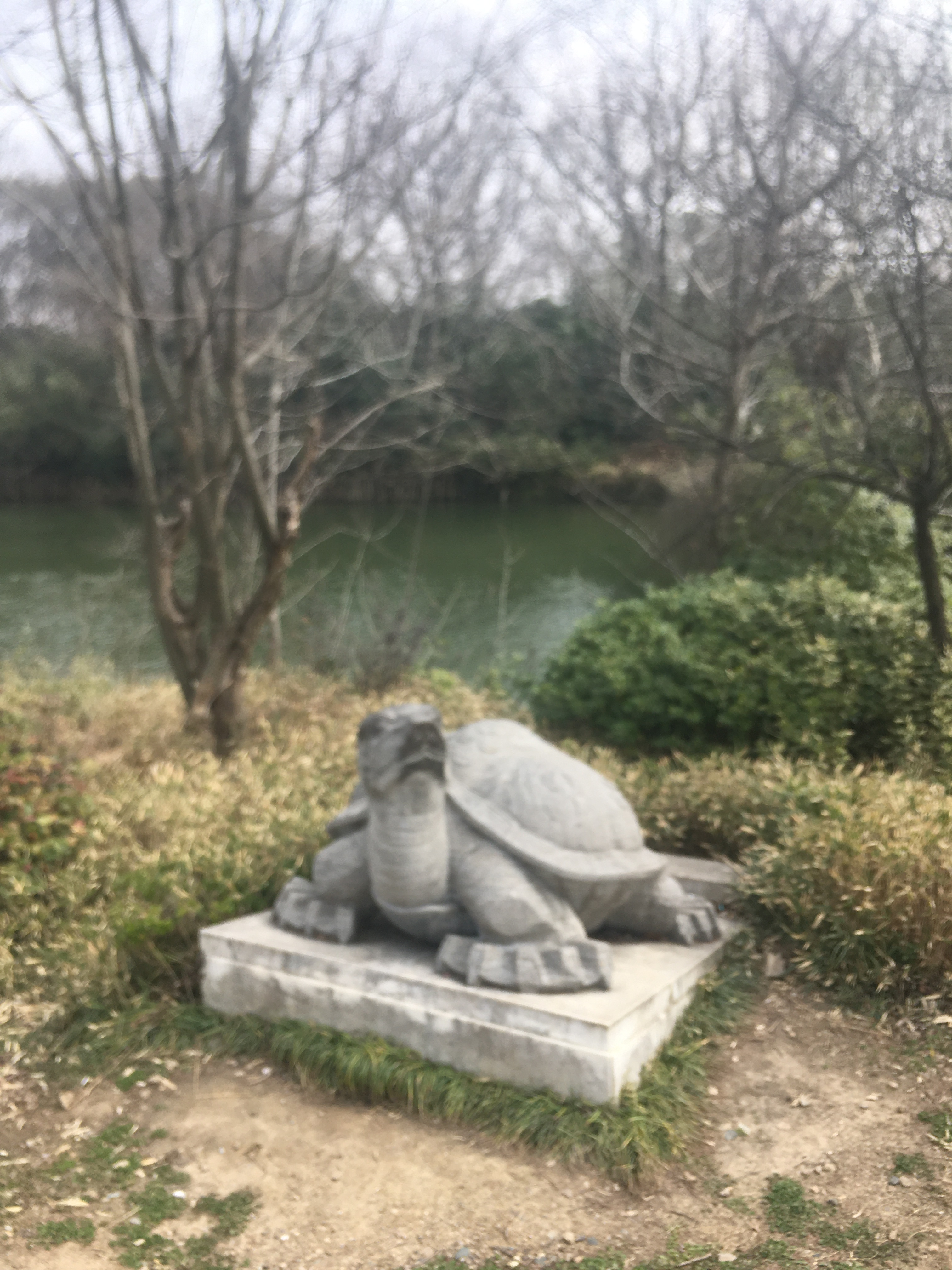
淹城遗址神龟
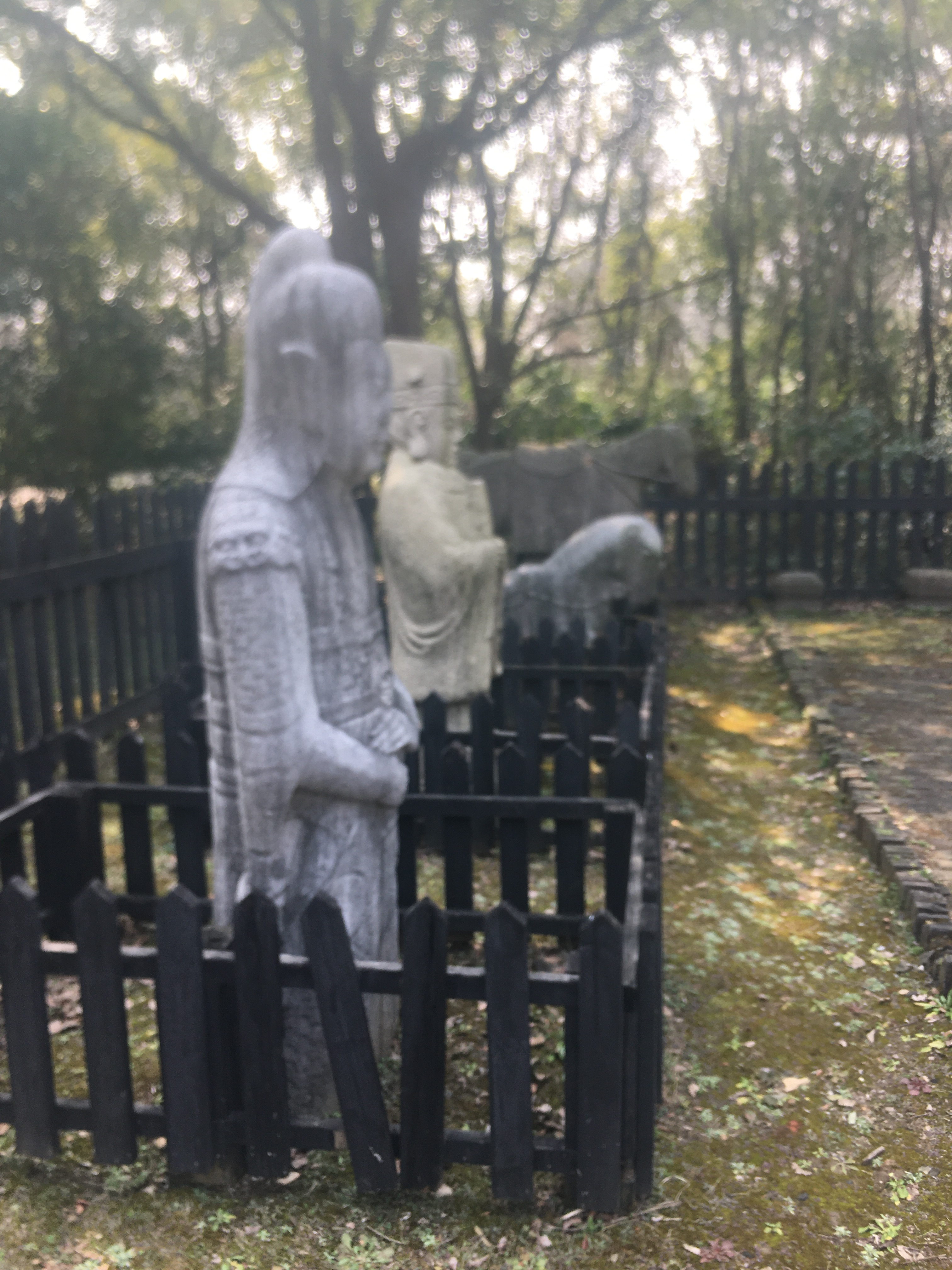
淹城遗址石刻
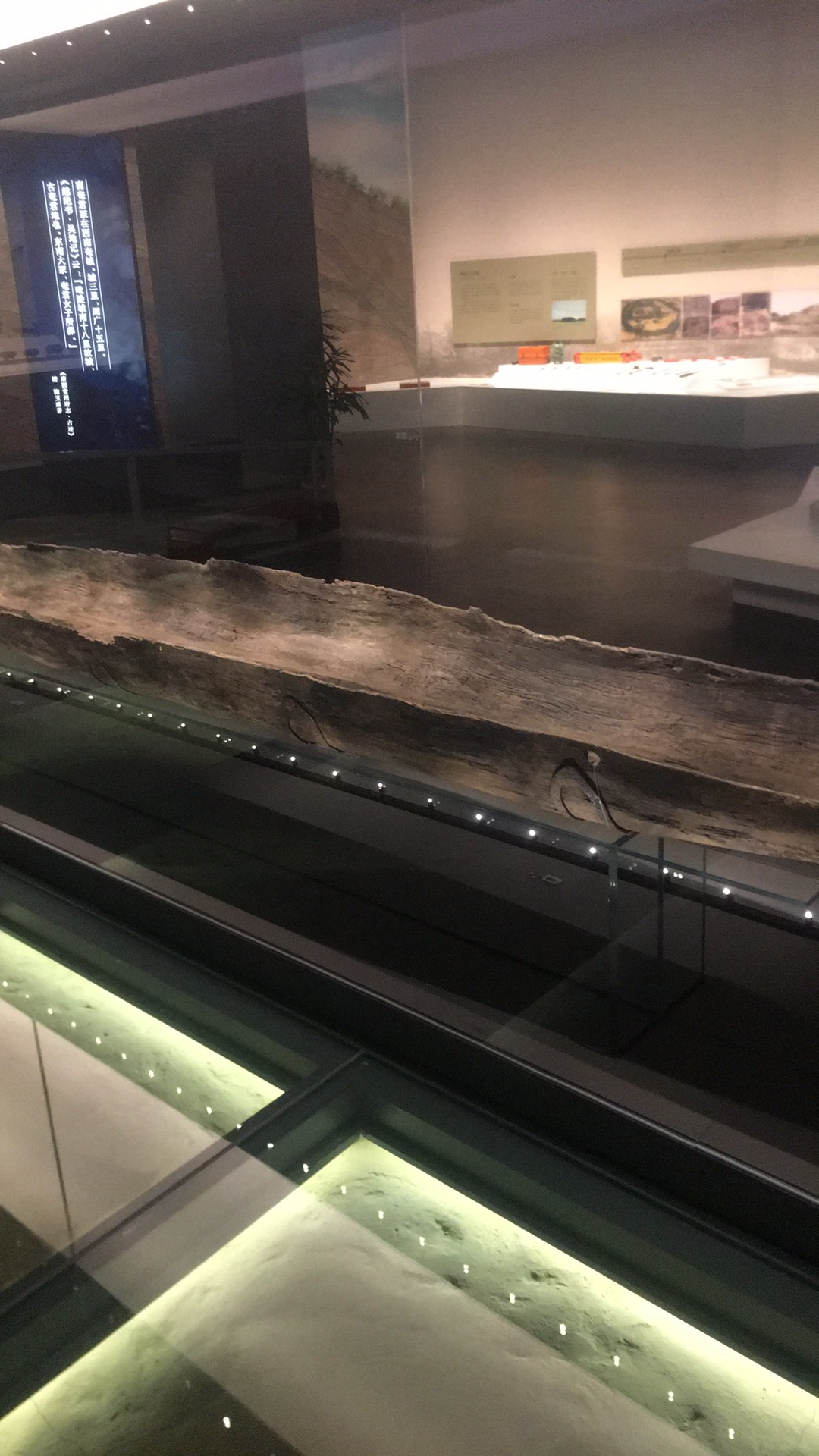
淹城遗址古船